# Geschützter Wald von Madarounfa
Der Geschützte Wald von Madarounfa (französisch forêt classée de Madarounfa) ist ein unter Naturschutz stehendes Waldgebiet in der Gemeinde Madarounfa in Niger.

## Areal

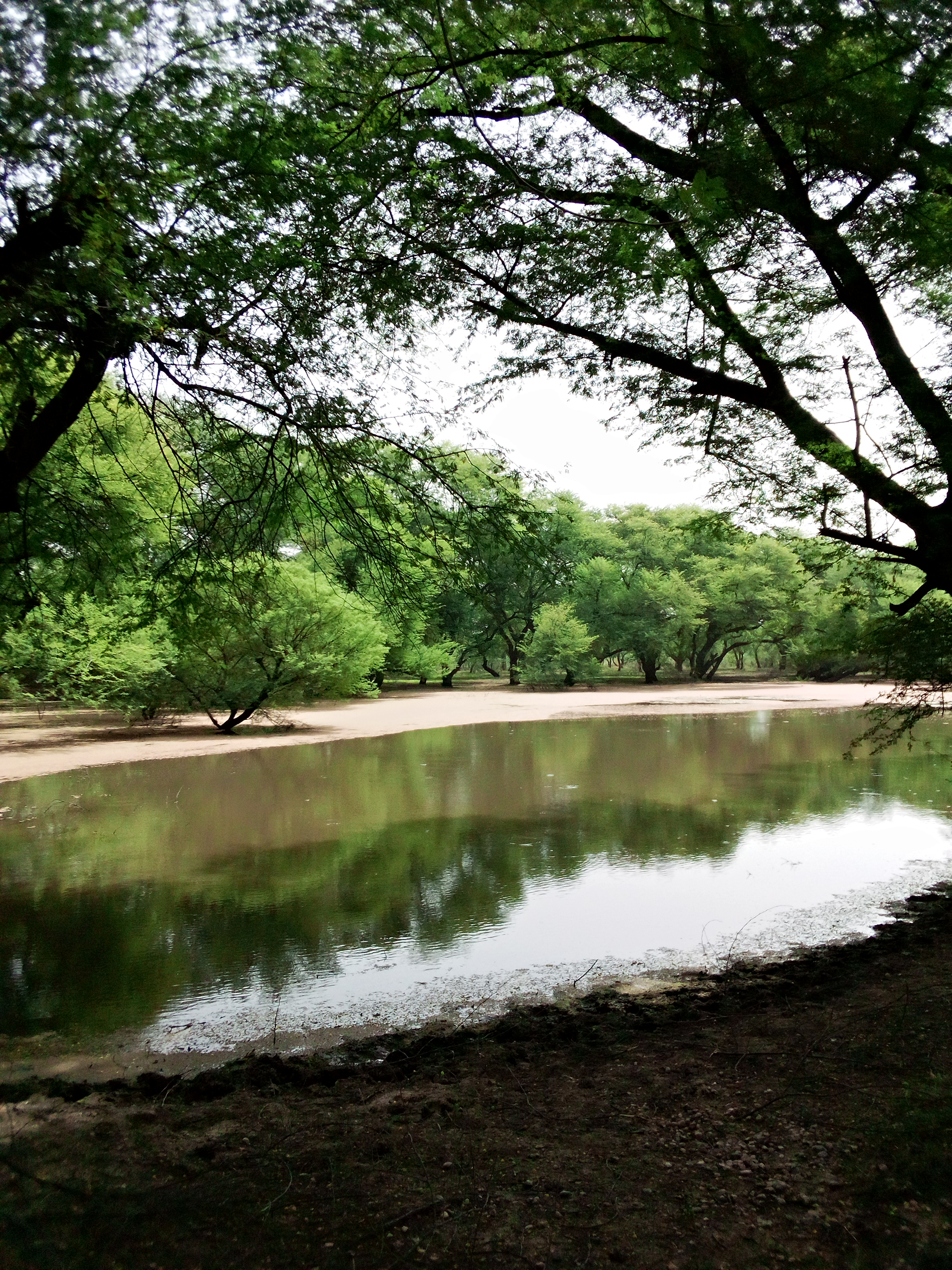
Eine Wasserstelle im Geschützten Wald von Madarounfa (2019)

Das in einem Tal gelegene Schutzgebiet erstreckt sich über eine Fläche von 830 Hektar. Es befindet sich nördlich des Stadtzentrums von Madarounfa, das zum gleichnamigen Departement Madarounfa in der Region Maradi gehört. Zu den größeren Dörfern in der Umgebung zählen Angoul Mata im Osten und Danja im Nordosten.
Am Rand des Geschützten Walds von Madarounfa verläuft der periodische Fluss Goulbi de Maradi. Etwa einen Kilometer weiter südlich liegt der Madarounfa-See. Klimatisch wird das Areal zur Übergangszone zwischen Sahel und Sudan gerechnet, in der die mittlere jährliche Niederschlagsmenge zwischen 400 und 600 mm beträgt.

## Flora und Fauna
Die sandigen Böden in einer Schwemmlandebene begünstigen die gute Erhaltung des savannenartigen Waldbestands. Zur Vielfalt an Pflanzenarten zählen der Tamarindenbaum (Tamarindus indica), der Anabaum (Acacia albida), die Senegal-Akazie (Acacia senegal) und die Seyal-Akazie (Acacia seyal) sowie Anogeissus leiocarpa, Bauhinia rufescens und Mitragyna inermis.
Zu den im Geschützten Wald von Madarounfa beobachteten Vogelarten zählen:
- Graureiher (Ardea cinerea)
- Purpurreiher (Ardea purpurea)
- Kuhreiher (Bubulcus ibis)
- Gelbschnabel-Madenhacker (Buphagus africanus)
- Mangrovereiher (Butorides striata)
- Elfennektarvogel (Cinnyris pulchellus)
- Senegalracke (Coracias abyssinicus)
- Witwenpfeifgans (Dendrocygna viduata)
- Graubrustspecht (Dendropicos goertae)
- Seidenreiher (Egretta garzetta)
- Senegalliest (Halcyon senegalensis)
- Langschwanz-Glanzstar (Lamprotornis caudatus)
- Goldscheitelwürger (Laniarius barbarus)
- Grautoko (Lophoceros nasutus)
- Schafstelze (Motacilla flava)
- Braunrücken-Goldsperling (Passer luteus)
- Baumhopf (Phoeniculus purpureus)
- Gartenrotschwanz (Phoenicurus phoenicurus)
- Dotterweber (Ploceus vitellinus)
- Halsbandsittich (Psittacula krameri)
- Doppelspornfrankolin (Pternistis bicalcaratus)
- Nordbüscheleule (Ptilopsis leucotis)
- Höckerglanzgans (Sarkidiornis melanotos)
- Hammerkopf (Scopus umbretta)
- Palmtaube (Spilopelia senegalensis)
- Rotschnabeltoko (Tockus erythrorhynchus)
- Bruchwasserläufer (Tringa glareola)
- Waldwasserläufer (Tringa ochropus)
- Erzflecktäubchen (Turtur abyssinicus)
- Wiedehopf (Upupa epops)[5]

## Schutzstatus
Der Wald von Madarounfa wurde 1950 als Schutzgebiet der Kategorie forêt classée unter Schutz gestellt. Dadurch ist das freie Grasen von Vieh verboten und die Vegetation kann besser erhalten werden. Auf Vorschlag des nigrischen Kulturministeriums vom 26. Mai 2006 kamen der Geschützte Wald, der Madarounfa-See und die Gräber der 99 Heiligen als eine gemeinsame Stätte auf die Tentativliste zum UNESCO-Welterbe.